# Ле Галване (Фиренца)
Ле Галване је насеље у Италији у округу Фиренца, региону Тоскана.
Према процени из 2011. у насељу је живело 51 становника. Насеље се налази на надморској висини од 226 м.